# Valsesia
Het Valsesia is een bergdal in de Noord-Italiaans regio Piëmont (provincie Vercelli).
De vallei is uitgesleten door de rivier de Sesia die ontspringt uit de gletsjers van Monte Rosamassief aan het einde van het dal. Het S-vormige hoofddal wordt ook wel Val Grande genoemd. Aan de noordzijde liggen twee grote zijdalen; het Val Mastallone en het Val Sermenza die beiden uitlopen op de bergkam die de scheiding vormt met het Valle Anzasca.
De hoofdplaats van het dal is Varallo Sesia. Deze plaats is ook meteen de meest toeristische centrum in de centrale vallei. Boven het centrum ligt op een berg het religieuze centrum Sacro Monte di Varallo dat met een kabelbaan te bereiken is. De economie is vooral gebaseerd op de industrie in het lage deel van het dal bij Borgosesia, Quarona en Serravalle. Het hoogste deel van het dal is in grote mate afhankelijk van het toerisme. De belangrijkste plaats is hier Alagna Valsesia, 's winters een drukbezocht wintersportcentrum.

## Gemeenten in het dal
Varallo Sesia, Borgosesia, Gattinara, Scopello, Alagna Valsesia, Quarona, Fobello, Rassa, Rimella, Rima San Giuseppe, Rimasco, Boccioleto, Rossa, Carcoforo, Romagnano Sesia, Vocca, Balmuccia, Scopa, Campertogno, Piode, Cravagliana, Serravalle Sesia, Rassa

## Hoogste bergtoppen
- Punta Gnifetti (4559 m)
- Piramide Vincent (4215 m)
- Punta Giordani (4046 m)
- Punta Grober (3497 m)
- Punta Indren (3260 m)
- Stolemberg (3202)
- Punta Stralin (3115 m)